# Las Colonias, San Luis Potosí
Las Colonias är en ort i Mexiko.   Den ligger i kommunen Salinas och delstaten San Luis Potosí, i den centrala delen av landet, 400 km nordväst om huvudstaden Mexico City. Las Colonias ligger 2 082 meter över havet och antalet invånare är 883.
Terrängen runt Las Colonias är huvudsakligen en högslätt. Las Colonias ligger nere i en dal. Runt Las Colonias är det glesbefolkat, med 13 invånare per kvadratkilometer. Närmaste större samhälle är Salinas de Hidalgo, 11,2 km nordost om Las Colonias. Omgivningarna runt Las Colonias är i huvudsak ett öppet busklandskap.